# Galeorhinus
Galeorhinus is een monotypisch geslacht van de familie van gladde haaien (Triakidae) en kent slechts één soort.

## Taxonomie
- Galeorhinus galeus (Linnaeus, 1758) – Ruwe haai[3]

Furgaleus · Galeorhinus · Gogolia · Hemitriakis · Hypogaleus · Iago · Mustelus · Scylliogaleus · Triakis